# Albion Online
Albion Online – gra komputerowa z gatunku MMORPG, osadzona w średniowiecznym świecie fantasy. Została wyprodukowana przez studio Sandbox Interactive GmbH, 17 lipca 2017 w wersji PC, a 9 czerwca 2021 na urządzenia mobilne. W momencie premiery gra była płatna, natomiast 10 kwietnia 2019 została przekształcona na model Free to play.

## Rozgrywka
Głównym celem gry jest rozwój umiejętności postaci, które można odblokowywać poprzez wykonywanie wyznaczonych zadań. Cała rozgrywka polega na doskonaleniu umiejętności bohatera oraz na zdobywaniu coraz to lepszego ekwipunku. Każdy gracz może dołączyć do gildii w celu połączenia sił z innymi graczami. Przykładowe elementy gry:
- Zbieranie zasobów: Gracz może zbierać jeden z pięciu rodzajów zasobów w grze, z których później może wytworzyć ekwipunek. W grze można gromadzić drewno, metal, kamień, skórę i bawełnę, z czego każdy zasób ma inne zastosowanie[1].
- Eksploracja lochów: W grze znajdują się wejścia do lochów, które mogą być eksplorowane przez jednego lub więcej graczy jednocześnie, wszystkie mają od 1 do 3 pięter, i co najmniej 1 bossa na końcu każdego z poziomów[1].
- PvP: Istnieją obszary, w których gracz może walczyć z innymi graczami, lecz aby okraść lub uniemożliwić kradzież łupów innego gracza, występują tzw. "bramy piekieł", które są dostępne po wyeliminowaniu wroga. Mniejsze "bramy piekieł" dostępne są dla 4 graczy (2vs2), gdzie celem jest wyeliminowanie bossów i drużyny przeciwnej, w celu zdobycia łupu[1].

## Odbiór
Zależnie od wersji gry otrzymała ona oceny w skali 1-10: Komputery stacjonarne – 7.7, ocena gry: dobra, telefony z androidem: 6.5 ocena: przeciętna. Na serwisie Metacritic gra otrzymała 72 na 100 punktów wśród recenzentów oraz ocenę 5,2 na 10 punktów wśród ocen użytkowników serwisu. Redakcja polskiego serwisu GRY-OnLine.pl oceniła grę na 8 z 10 punktów, chwaląc m.in.: wielkość i złożoność świata, elastyczność mechaniki rozwoju postaci, wolność wyboru oraz rozbudowany system rzemiosła. Krytyczne opinie redakcji dotyczyły: wysokiego progu wejścia do gry przez nowych graczy, problemów z działaniem serwerów oraz podziału świata na część PvP i PvE.